# -ung
-ung ist ein häufiges Suffix im Deutschen.

## Grundlagen
Das Suffix -ung entwickelte sich in der deutschen Hochsprache als universelles Mittel zur Substantivierung von Verben. Im Verlauf der Geschichte wurde es auch Bestandteil eigenständiger Substantive, die als feststehende Begriffe keinen unmittelbaren Zusammenhang zum ursprünglichen Tätigkeitswort mehr haben.
Als Pendant zum lateinischen Suffix -tion ersetzt die Endung -ung diesen bei der Übersetzung von Fremdwörtern, die oft als griechisch-/lateinischstämmige Fachbegriffe im wissenschaftlichen und technischen Bereich verwendet werden und keine allgemeine Verbreitung in der Alltagssprache haben. Es hat dann ausdrücklich kontinuativen Aspekt, drückt also Handlungen, die sich im Verlauf befinden, aus. Bei Sprachpflegern gilt es als schlechter Stil, wenn generell jedes Verb mit -ung substantiviert wird.
Während des Schreibenlernens stellen diese Substantive eine Hürde dar, da viele Schüler versucht sind, sie kleinzuschreiben, da sie sich von einem Verb herleiten lassen.

## Beispiele
- Erhebung leitet sich in den gebräuchlichen Bedeutungen („Berg, Aufstand, Datenerfassung“) primär von erheben ab und ist problemlos anwendbar. Die durchaus mögliche Form das Erheben gilt in diesen Bedeutungen als ungewöhnlich, erhält aber den Vorzug, wenn es im Sinne von „aufstehen (aus der sitzenden/liegenden Haltung)“ gebraucht wird. Erhebung wäre hier nicht angebracht.
- Umgehung ist inzwischen zu einem festen Begriff für eine Straße mit einem bestimmten Verlauf geworden. Analog dazu ist Umfahrung. Beide stehen allgemein als verkürzte zusammengesetzte Substantive (Umgehungsstraße/Umfahrungsstraße) für eine Sache, nicht für eine Tätigkeit.
- Elongation als fachspezifischer Begriff für den Momentanwert einer physikalischen Schwingung wird im allgemeinen Sprachgebrauch meist mit Auslenkung übersetzt, genau wie Annotation durch Anmerkung übersetzt wird.

Bei Fremdwörtern, die zum Bestandteil der allgemeinen Umgangssprache geworden sind, kann der Austausch der Endung -ung zur Vereinfachung oder zur Verdeutlichung dienen, verbietet sich aber in manchen Fällen aus sprachästhetischen Gründen. Das Verwenden dieser Endung macht sogar die eigentlichen Wortstämme im Sprachgebrauch unüblich, z. B. Differenzierung statt eigentlich Differentiation. Dekoration wird im alltäglichen Sprachgebrauch auch oft durch Dekorierung ersetzt, ist unter Sprachpflegern jedoch verpönt. Transportierung statt Transport ist sogar eine umständliche Verlängerung eines Wortes mit der exakt gleichen Bedeutung.
Das „Ung-en“ (Nominalstil) gilt als schlechter sprachlicher Stil, weil substantivierte Verben spröde und oft ungenau wirken:
Die Durchführung der Aufführung des Stückes erfolgte durch die Schüler.
Viel besser: Die Schüler führten das Stück auf.
Unter Grammatikern ebenfalls nicht sehr geschätzt, jedoch im allgemeinen Sprachgebrauch üblich sind:
- Verbeamtung
- Schaffung (statt das Schaffen)
- Übergehung (statt der Übergang oder das Übergehen – sinnverwandt: die Übertretung)
- Unkenntlichmachung (statt die Verunkenntlichung, selten)
- Vergemeinschaftung (auch: die Vergemeinung)
- Beschließung (statt der Beschluss)
- Freimachung (im Ticketverkauf: die Entwertung, im Postwesen: die Freigabe oder das Freimachen, Frankatur, oder seltener die Wertmarkierung)
- Hinzuziehung (statt der Zuzug, selten – „Hinzuziehung eines Gutachters“ statt „Zuzug eines Gutachters“)
- Einbehaltung (statt der Einbehalt – „Der Einbehaltung wird stattgegeben.“ statt „Dem Einbehalt wird stattgegeben.“)